# Noua Suliță, Litîn
Noua Suliță (în ucraineană Новоселиця, transliterat: Novoselîțea) este un sat în comuna Verbivka din raionul Litîn, regiunea Vinnița, Ucraina.

## Demografie
Componența lingvistică a localității Noua Suliță
     Ucraineană (99,03%)
     Alte limbi (0,97%)
Conform recensământului din 2001, majoritatea populației localității Noua Suliță era vorbitoare de ucraineană (99,03%), existând în minoritate și vorbitori de alte limbi.